# Русаново (Ярославская область)
Русаново — деревня в Ярославском районе Ярославской области. Входит в состав Заволжского сельского поселения.

## География
Находится в восточной части Ярославской области на расстоянии приблизительно 7 км на северо-восток по прямой от станции Филино.

## История
В 1859 году здесь (деревня Ярославского уезда Ярославской губернии) было учтено 29 дворов, в 1898 — 24.

## Население
Численность населения: 120 человек (1859 год), 1 (русские 100%) в 2002 году, 0 в 2010.